# Cinema Strange
I Cinema Strange sono un gruppo death rock statunitense attivo dal 1994.

## Storia
Dopo vari cambi di formazione si è recentemente stabilizzato come quartetto. Grazie a loro il movimento deathrock ha ripreso vita in America ed Europa, anche se a livello strettamente musicale la loro formula è notevolmente più eterogenea dei "compagni di genere", ponendoli su un piano qualitativamente superiore, soprattutto considerando l'ondata di gruppi che hanno inflazionato la scena negli ultimissimi anni. Tra Sex Gang Children, Christian Death e classicismi, i Cinema Strange invece di declamare le solite storie da horror movie, preferiscono narrare favole nelle loro canzoni. Macabre, ma come potevano essere quelle originali per bambini.
Lucas Lanthier, alla voce, ha dato vita al progetto solista parallelo Deadfly Ensemble.

## Membri
Lucas Lanthier, alias "Zampano": è uno dei fondatori dei C.S.; Lucas scrive e compone le canzoni per il gruppo. Inoltre è il fondatore del suo side project The Deadfly Ensemble. 
Michael Ribiat, alias "Lafitte": suona la chitarra e altri strumenti, collabora con Lucas nella composizione della musica per i C.S. 
Daniel Ribiat, alias "Yellow": è un altro dei fondatori dei C.S.; Daniel suona il basso assieme ad altri strumenti ed anche lui collabora con la stesura della musica.
Danny Walker, alias "Ted": suona la batteria.

## Discografia
- 1994 - Cinema Strange (demo in cassetta 5 tracce)
- 1996 - Acrobat Amaranth Automaton (cassetta 6 tracce)
- 1998 - Mediterranean Widow/Hebenon Vial 7"
- 1999 - Lindsay's Trachea/Greensward Grey 7"
- 2000 - Cinema Strange CD
- 2002 - The Astonished Eyes of Evening CD
- 2004 - A Cinema Strange 10th Anniversary Novelty Product (box CD)
- 2005 - Pressed Flowers/Squashed Blossoms (DVD)
- 2006 - Quatorze Exemples Authentiques du Triomphe de la Musique Décorative CD